# Écueillé
Écueillé [ekœje] ist eine französische Gemeinde mit 1189 Einwohnern (Stand 1. Januar 2022) im Département Indre in der Region Centre-Val de Loire. Sie gehört zum Arrondissement Châteauroux und zum Kanton Valençay.

## Geographie

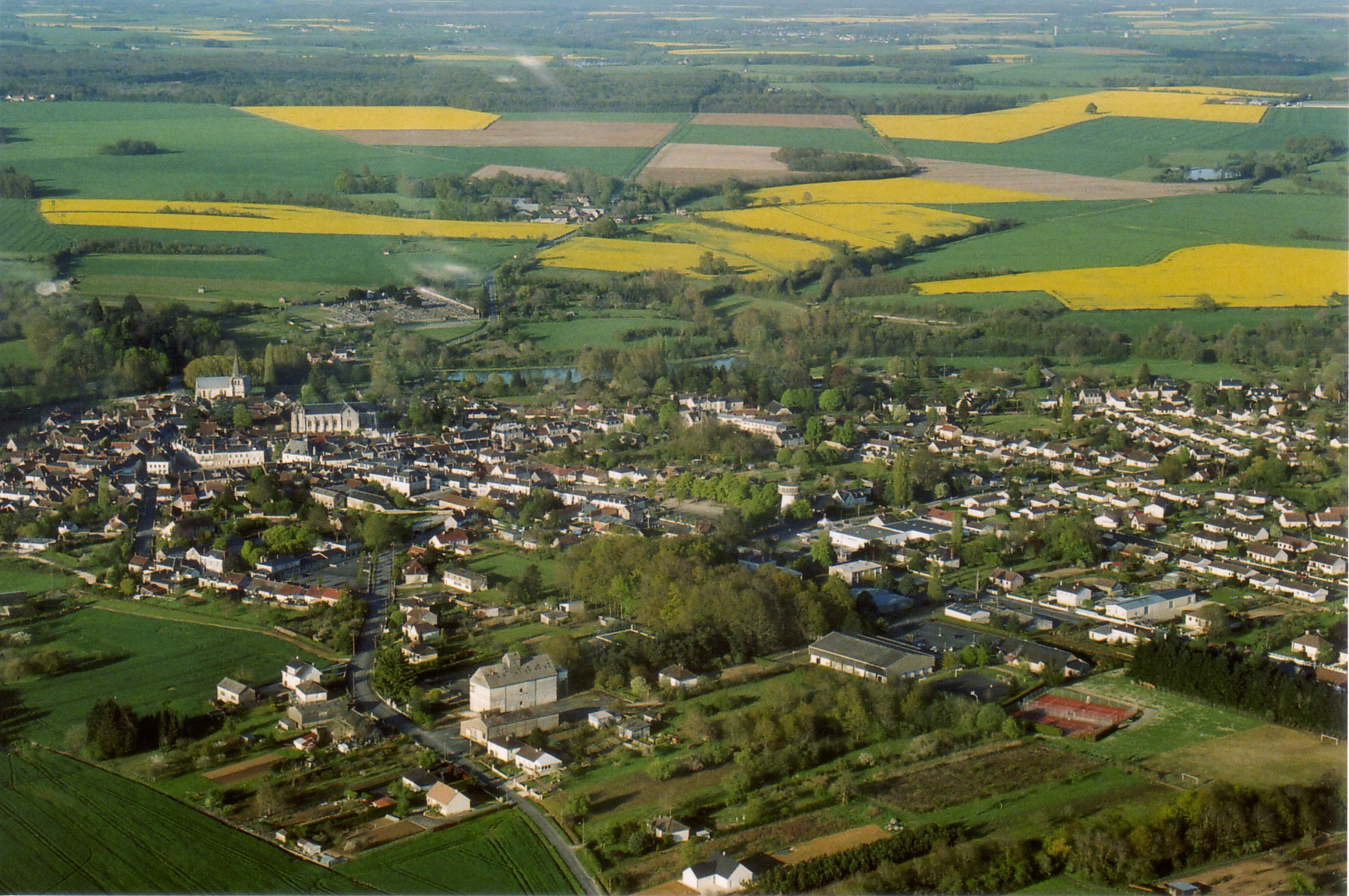
Luftbild von Écueillé

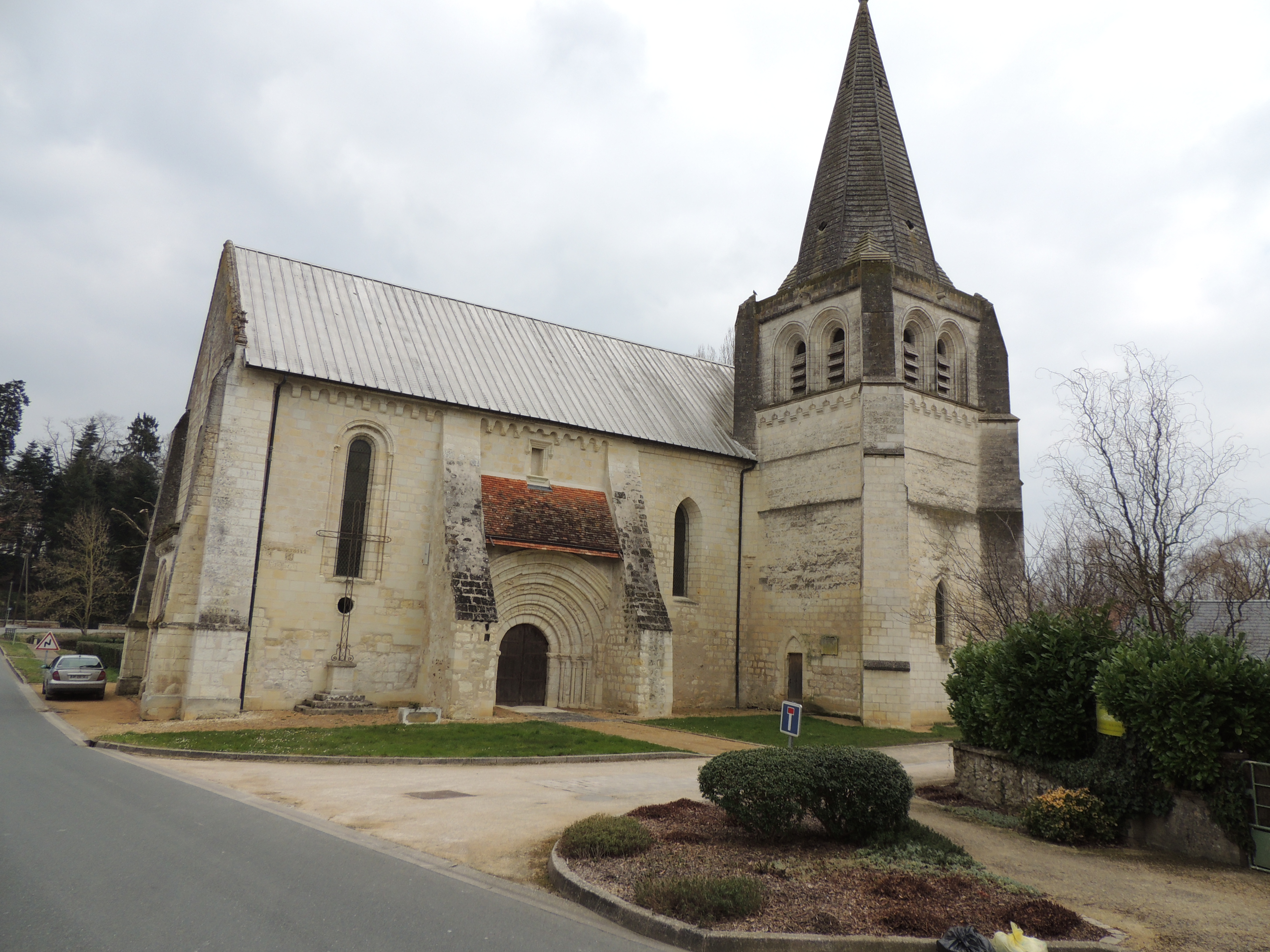
Kirche Notre-Dame

Die Gemeinde liegt in der Landschaft Bas-Berry, rund 40 Kilometer nordwestlich von Châteauroux und 60 Kilometer südöstlich von Tours, an der Grenze zum Département Indre-et-Loire. Nachbargemeinden von Écueillé sind Luçay-le-Mâle im Norden und Osten, Jeu-Maloches im Südosten, Heugnes und Préaux im Süden, Villedômain im Südwesten sowie Nouans-les-Fontaines im Nordwesten.
Der Ort selbst liegt am linken Ufer des Flusses Tourmente, der in nordwestlicher Richtung entwässert und schließlich als rechter Nebenfluss in den Indrois mündet.

## Bevölkerungsentwicklung
| Jahr      | 1968 | 1975 | 1982 | 1990 | 1999 | 2009 | 2017 |
| Einwohner | 1689 | 1760 | 1726 | 1548 | 1411 | 1315 | 1261 |

## Sehenswürdigkeiten
- Église Notre-Dame-d’Écueillé, Kirche aus dem 12. Jahrhundert – Monument historique[1]
- Gare d’Écueillé, Bahnanlage aus Anfang des 20. Jahrhunderts – Monument historique[2]

## Verkehr

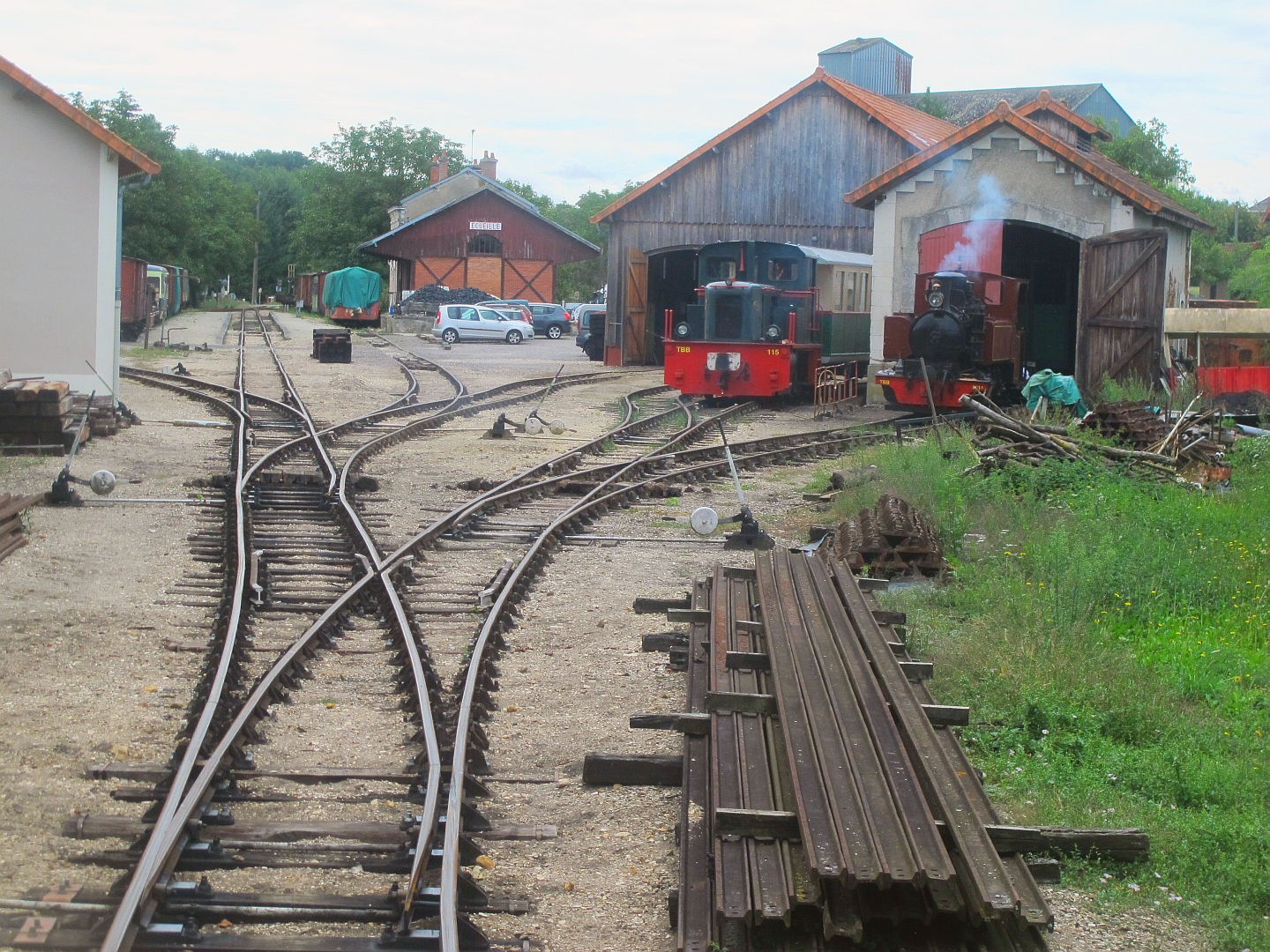
Bahnhof mit Fahrzeugen des Train du Bas-Berry

Die Gemeinde liegt abseits überregionaler Verkehrswege. Die lokale Verkehrsanbindung erfolgt durch die Départementsstraßen D8 (von Issoudun Richtung Loches) und D13 (von Lucay-le-Mâle nach Châtillon-sur-Indre).
Écueillé hat einen Bahnhof an der Bahnstrecke von Le Blanc nach Argent. Der entsprechende Abschnitt der meterspurigen Schmalspurbahn wurde am 17. November 1902 eröffnet. Am 26. September 1980 wurde der Personenverkehr und am 31. Dezember 1988 auch der Güterverkehr eingestellt. Auf dem denkmalgeschützten Streckenabschnitt zwischen Argy und Luçay-le-Mâle über Écueillé führt die Museumseisenbahn Train du Bas-Berry seit 2003 einen touristischen Verkehr mit historischen Fahrzeugen durch. Der Bahnhof Écueillé ist der betriebliche Mittelpunkt dieser Bahn.